# Jonas Ried

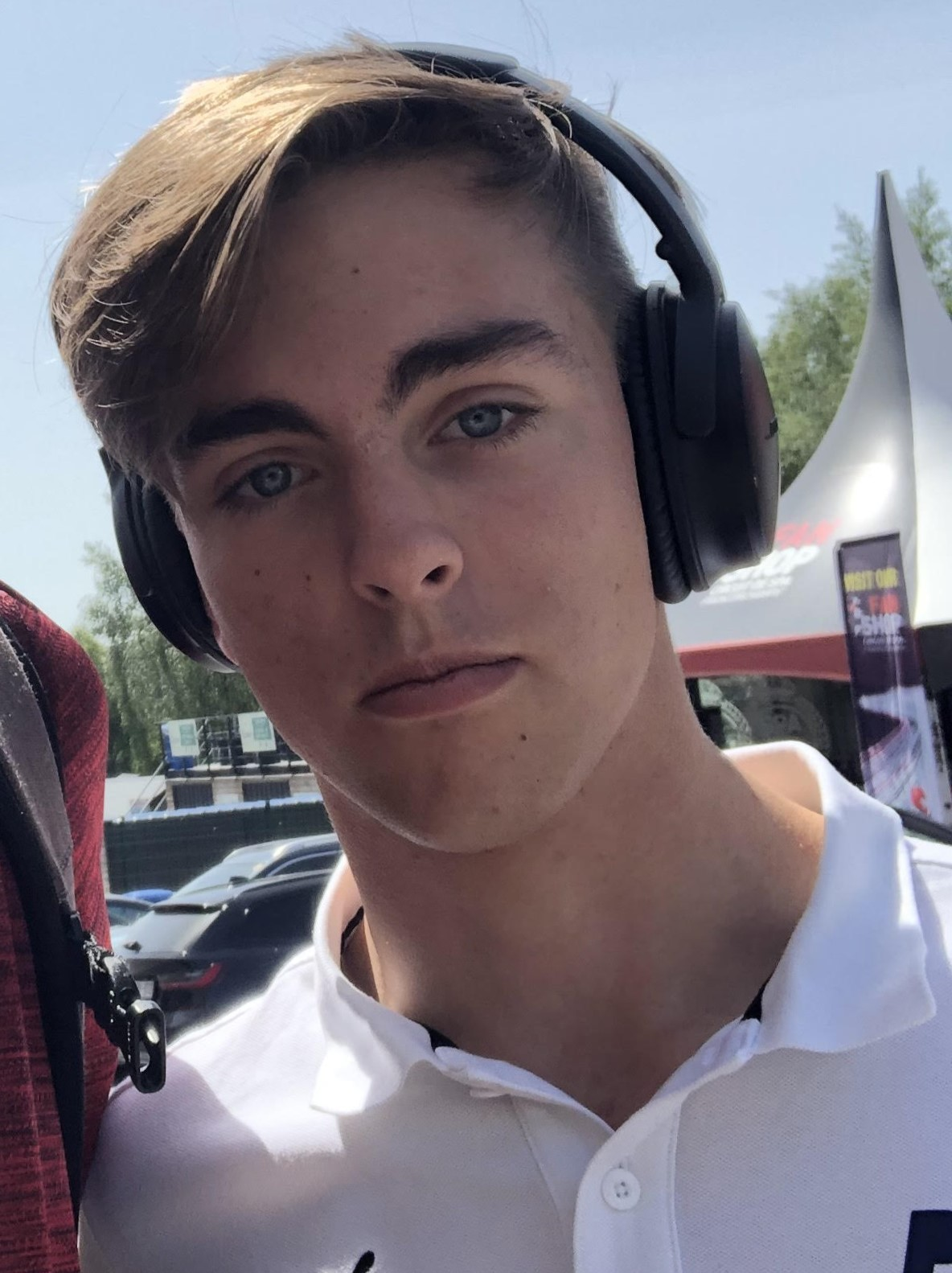
Jonas Ried 2022

Jonas Ried (* 18. Dezember 2004 in Ehingen) ist ein deutscher Autorennfahrer.

## Familie
Jonas Ried entstammt der Unternehmer- und Rennfahrerfamilie Ried. Sein Großvater Gerold Ried gründete 1996 die Proton Competition Fahrzeugvermietung und gemeinsam mit seinem Sohn Christian Ried den Motorsport-Rennstall Proton Competiton. Christian Ried war auch als Rennfahrer aktiv. 

## Karriere als Rennfahrer
Jonas Ried gewann als Teenager mehrere Kartsport-Meisterschaften und wechselte 2021 in den Monopostosport. Für Mücke Motorsport startete er in der Formel-4-Meisterschaft der Vereinigten Arabischen Emirate und im italienischen Formel-4-Championat. Während er die arabische Meisterschaft an der 8. Stelle beendete, erreichte er in der italienischen Meisterschaft den 25. Endrang. Nach einem weiteren Jahr in der Formel 4 wechselte er 2023 in den GT-Sport. 
Auf einem Duqueine M30 – D08 von Rinaldi Racing startete er in der LMP3-Klasse der Asian Le Mans Series 2023. Das beste Ergebnis war der 12. Gesamtrang beim 4-Stunden-Rennen von Dubai. In der European Le Mans Series fuhr er gemeinsam mit Gianmaria Bruni und Giorgio Roda den Proton-Oreca 07 und kam beim 4-Stunden-Rennen von Barcelona, dem 4-Stunden-Rennen von Aragón und dem 4-Stunden-Rennen von Portimão als Gesamtzwölfter ins Ziel. Das Debüt beim 24-Stunden-Rennen von Le Mans endete nach einem Unfall vorzeitig.

## Statistik

### Le-Mans-Ergebnisse
| Jahr | Team               | Fahrzeug           | Teamkollege     | Teamkollege     | Platzierung | Ausfallgrund |
| ---- | ------------------ | ------------------ | --------------- | --------------- | ----------- | ------------ |
| 2023 | Proton Competiton  | Porsche 991 RSR-19 | Harry Tincknell | Don Yount       | Ausfall     | Unfall       |
| 2024 | Proton Competiton  | Oreca 07           | Macéo Capietto  | Bent Viscaal    | Ausfall     | Batterie     |
| 2025 | Iron Lynx - Proton | Oreca 07           | Macéo Capietto  | Reshad de Gerus | Rang 21     |              |

### Einzelergebnisse in der FIA-Langstrecken-Weltmeisterschaft
| Saison | Team               | Rennwagen       | 1   | 2   | 3   | 4   | 5   | 6   | 7   | 8   |
| ------ | ------------------ | --------------- | --- | --- | --- | --- | --- | --- | --- | --- |
| 2023   | Proton Competition | Porsche 991 RSR | SEB | POR | SPA | LEM | MON | FUJ | BAH |     |
| 2023   | Proton Competition | Porsche 991 RSR | DNF |     |     |     |     |     |     |     |
| 2024   | Proton Competition | Oreca 07        | KAT | IMO | SPA | LEM | SAO | AUS | FUJ | BAH |
| 2024   | Proton Competition | Oreca 07        | DNF |     |     |     |     |     |     |     |
| 2025   | Iron Lynx Proton   | Oreca 07        | KAT | IMO | SPA | LEM | SAO | AUS | FUJ | BAH |
| 2025   | Iron Lynx Proton   | Oreca 07        | 21  |     |     |     |     |     |     |     |